# پورکیوپاین تری
پُرکیوپاین تری (به انگلیسی: Porcupine Tree) یک گروه پراگرسیو راک بریتانیایی است که در سال ۱۹۸۷ توسط استیون ویلسون در شهر همل همپستید بنیان گذاشته شد. گروه پُرکیوپاین تری در ابتدا یک پروژه یک نفره بود، اما با گذر زمان اعضای دیگری به آن اضافه شد. اگر چه سبک اصلی این گروه پراگرسیو راک محسوب می‌شود؛ اما موسیقی این گروه طیف متنوعی از سبک‌های متنوع از پراگرسیو گرفته تا سایکدلیک راک و آلترنتیو راک و حتی امبینت را شامل می‌شود
آن‌ها به‌خاطر رویکردشان در استفاده از عوامل چند رسانه‌ای بر روی سن مورد توجه هستند. از جمله صفحه‌های نمایشگر بزرگی که تصاویر اختصاصی مربوط به هر ترانه را در زمان اجرای آن، پخش می‌کنند. این جلوهٔ نمایشی اولین بار در تور آلبوم in Absentia مورد استفاده قرار گرفت. در آن زمان گروه تازه با لِسی هویل عکاس و فیلمساز جوان دانمارکی همکاری‌شان را آغاز کرده بودند. ادامهٔ استفاده از این تکنیک باعث شد که به شناسهٔ تصویری پُرکیوپاین تری تبدیل شود.
با وجود این‌که آثار پُرکیوپاین تری تا به امروز با برچسب شرکت‌های نشر بزرگی هم‌چون رودرانر و آتلانتیک منتشر شده‌است، گروه شرکت نشر اختصاصی خودشان با نام ترَنزمیشِن را هم دارند. آن‌ها از این برچسب برای انتشار بعضی آثار مستقل و نسخه‌های ویژهٔ آلبوم‌های‌شان استفاده می‌کنند. آن‌ها تا به‌امروز ۲ بار در سال‌های ۲۰۰۷ و ۲۰۱۰ برای آلبوم‌های وحشت از یک سیارهٔ تهی و حادثه نامزد دریافت جایزهٔ گرمی بوده‌اند.
اعضا:
استیون ویلسون - خواننده اصلی و گیتارنواز
ریچاردباربیری - کیبوردیست و آهنگساز
کالین ادوین - گیتار بیس و کنترباس
گوین هریسون - درامر و پرکاشنیست (هریسون از سال ۲۰۰۸ در گروه کینگ کریمسون نیز فعالیت می کند)

## آلبوم‌های استودیویی
| نام آلبوم               | سال‌انتشار | نام انگلیسی              |
| در شنبه‌ی زندگی...       | ۱۹۹۲      | On the Sunday of Life... |
| بالای راه‌پله            | ۱۹۹۳      | Up the Downstair         |
| آسمان یک‌وری تکان میخورد | ۱۹۹۵      | The Sky Moves Sideways   |
| نشان                    | ۱۹۹۶      | Signify                  |
| رویای احمقانه           | ۱۹۹۹      | Stupid Dream             |
| خورشید چراغ‌برقی         | ۲۰۰۰      | Lightbulb Sun            |
| غیابی                   | ۲۰۰۲      | In Absentia              |
| ددوینگ                  | ۲۰۰۵      | Deadwing                 |
| هراس از سیاره خالی      | ۲۰۰۷      | Fear of a Blank Planet   |
| واقعه                   | ۲۰۰۹      | The Incident             |
|                         | ۲۰۲۲      | Closure / Continuation   |